# La vida exagerada de Martín Romaña
La vida exagerada de Martín Romaña es la tercera novela del escritor peruano Alfredo Bryce Echenique, publicada en 1981. Narrada en primera persona por Martín Romaña, el protagonista, que cuenta sus vivencias, amores y descubrimientos luego de su viaje de Lima a París. Su relato es nostálgico pero cargado a la vez de humor. Junto a su siguiente novela, El hombre que hablaba de Octavia de Cádiz, conforman el díptico Cuadernos de navegación en un sillón Voltaire.
Fue incluida en la lista de las 100 mejores novelas en español del siglo XX del periódico español «El Mundo».

## Contexto
La novela presenta una crónica de la vida de los latinoamericanos en París, que han llegado en los años posteriores a la revuelta de Mayo de 1968, evento célebre en que los parisinos salieron a las calles enarbolando la bandera de la libertad. Bryce expone el desencanto que le produce París, el mismo sentimiento que tienen los demás inmigrantes latinoamericanos que han llegado atraídos por el mito de la Ciudad-Luz, la ciudad elegante, muy culta y progresista. En vez de eso, encuentran un París pequeño burgués y decadente; el mismo Bryce expresa así su desilusión: «a la Ciudad-Luz se le han quemado los plomos». Este desencanto será el punto de partida para que empiece a reflexionar en qué consiste la esencia de ser peruano, pues a pesar de estar expatriado, tiene presente siempre la realidad de su país.

## Argumento
El protagonista, Martín Romaña, es un peruano de clase acomodada que narra con desenfrenado humor su vida en París, a donde ha emigrado con el propósito de convertirse en escritor. La novela es un laberinto de historias y personajes, que se sumergen en un sinfín de anécdotas divertidas. El eje de todo es la necesidad de amar y ser amado de parte del protagonista, quien, al ser abandonado por su esposa Inés, encuentra consuelo en una joven muy bella, Octavia de Cádiz, de quien se enamora. Todas sus vivencias las escribe en un cuaderno azul, que no se dará abasto, y deberá ser completado por un cuaderno rojo.

## Resumen
El protagonista-narrador, Martín Romaña es un peruano que tras una década de haber emigrado a París con la intención de convertirse en escritor, entra en una crisis, a la que califica de “positiva”. La novela empieza así:

Mi nombre es Martín Romaña y esta es la historia de mi crisis positiva. Y la historia también de mi cuaderno azul. Y la historia además de cómo un día necesité de un cuaderno rojo para continuar la historia del cuaderno azul. Todo, en un sillón Voltaire

El llamado “cuaderno azul” es el diario donde escribe sus vivencias, que luego se convertirá en la novela. Y ese cuaderno tendrá una segunda parte escrita en un “cuaderno rojo”, que a la vez será material para su siguiente novela, El hombre que hablaba de Octavia de Cádiz. Romaña navega en el mar de sus recuerdos sin levantarse de su cómodo sillón Voltaire. De allí el nombre que le da al díptico novelístico: Cuadernos de navegación en un sillón Voltaire. Sus lectores se convierten en confidentes de su discurso pleno de nostalgia, aunque no de melancolía, ya que viene unido con un entrañable humor.
Romaña rescata los recuerdos de Inés, su esposa, quien lo ha abandonado, hastiada de la inseguridad, timidez e indecisión de su marido. Otros temas que aborda son su viaje a Europa desde Perú, su desembarco en Dunkerque, en donde pierde toda su biblioteca a causa de un accidente. Pasando por su admiración por César Vallejo y Ernest Hemingway, su desencanto de París, su participación irrelevante en un grupo procomunista durante la famosa revuelta parisina de Mayo del 68, su frustración por la novela que nunca escribió. Y hasta un padecimiento de hemorroides. 
Y finalmente, llega el encuentro mágico con ese ser, verdadero desahogo de su tristeza, a la que apoda Octavia de Cádiz (su verdadero nombre es Petronila Marie Amélie), y por la cual redactará el Cuaderno rojo de fatídica navegación.

## Escenarios
El narrador-protagonista hace una evocación de su vida en París, aunque también se incluyen referencias a otros lugares, como Perú, España e Italia.

## Personajes
- Martín Romaña, es un escritor peruano que ha emigrado a París. Es hipocondríaco, hipersensible, idealizador y enamoradizo. Su sentimentalismo exagerado lo lleva a cometer más de una torpeza.[3]
- Inés, la esposa de Martín Romaña, que desencantada de él, termina por abandonarlo.[3]
- Octavia de Cádiz, una guapa muchacha de la que se enamora Martín al conocerla en una playa de Cádiz. Su verdadero nombre es Petronila Marie Amélie. Martín le cuenta la historia de su fracaso con Inés, siendo esa su arma de seducción. La historia de Octavia continuará en la siguiente novela.[3]

## Valoración
Es una obra del Post-Boom que dirige la narrativa hacia el individuo, revisa la sentimentalidad de los personajes y abandona los discursos épicos y esencialistas sobre América Latina.
Antonio Cornejo Polar dice que Bryce Echenique «logra construir una novela amena y en muchos momentos francamente divertida… Y lo logra porque despliega varios tipos de humor, desde el más grueso hasta el más sutil, porque sabe hilvanarlos con eficacia e ingenio, pero sobre todo porque demuestra que el humor puede ser una forma de conocimiento del ser íntimo del hombre y de la realidad social».